# Paranisacantha
Paranisacantha är ett släkte av insekter. Paranisacantha ingår i familjen Anisacanthidae.
Kladogram enligt Catalogue of Life:
| Paranisacantha | \| \| Paranisacantha poulaini \| \| \| \| \| \| Paranisacantha spinulosa \| \| \| \| |
|                | \| \| Paranisacantha poulaini \| \| \| \| \| \| Paranisacantha spinulosa \| \| \| \| |
|                | Amphiphasma                                                                          |
|                |                                                                                      |
|                | Anisacantha                                                                          |
|                |                                                                                      |
|                | Archantherix                                                                         |
|                |                                                                                      |
|                | Cenantherix                                                                          |
|                |                                                                                      |
|                | Leiophasma                                                                           |
|                |                                                                                      |
|                | Parectatosoma                                                                        |
|                |                                                                                      |
|                | Parorobia                                                                            |
|                |                                                                                      |
|                | Somacantha                                                                           |
|                |                                                                                      |
|                | Xerantherix                                                                          |
|                |                                                                                      |
|                | Paranisacantha poulaini                                                              |
|                |                                                                                      |
|                | Paranisacantha spinulosa                                                             |
|                |                                                                                      |

|  | Paranisacantha poulaini  |
|  |                          |
|  | Paranisacantha spinulosa |
|  |                          |